# 彼岸 (節日)
彼岸（日语：／ Higan），又譯彼岸祭、秋分祭，以春分或秋分為準，前後三日為期一周的時期。日本人在這時掃墓（／ haka mairi），為已故親友祈求平安。這是一種源自佛教的習俗。

## 墓参
把水灑在墓上，表示洗去墓上的污穢。

## 墓参用品
- 線香
- 卒塔婆（そとうば）

## 墓参食品
- 萩餅，用糯米（もちごめ）作成豆沙餡（あん）的糕點，在彼岸節時供神用，切分時使用的小刀叫“楊枝”（ようじ）。

## 外部連結
- 日本曆